# Rohonyi Barnabás
Rohonyi Barnabás (1998. január 17. –) magyar színész.

## Életpályája
1998-ban született. Édesapja Rohonyi Gábor filmrendező. 2016-2021 között a Színház- és Filmművészeti Egyetem színművész szakán végzett, Rába Roland és Pelsőczy Réka osztályában. Diplomáját a Salzburgi Mozarteumtól kapta. Szinkronizálással is foglalkozik. 2021-től az Orlai Produkció alkotóközösségének a tagja.

## Fontosabb színházi szerepei
| Szerző                         | Darab                               | Szerep               | Rendező             | Bemutató év | Színház                                     |
| ------------------------------ | ----------------------------------- | -------------------- | ------------------- | ----------- | ------------------------------------------- |
|                                | Kaktuszvirág                        | Igor                 | Novák Eszter        | 2019        | Orlai Produkciós Iroda                      |
| Maros András                   | Redőny                              | Berci, Attila öccse  | Ujj Mészáros Károly |             | 6Szín és Óbudai Kulturális Központ előadása |
| Bess Wohl                      | Válaszfalak                         | Tommy                | Szabó Máté          | 2021        | Orlai Produkciós Iroda                      |
|                                | Budapest, Te!                       | Szereplő             | Pelsőczy Réka       | 2021        | Orlai Produkciós Iroda                      |
| William Shakespeare            | Rómeó és Júlia                      | Rómeó                | Szente Vajk         | 2022        | Kecskeméti Katona József Színház            |
| Amy Herzog                     | Jaj, nagyiǃ                         |                      | Szabó Máté          | 2022        | Orlai Produkciós Iroda                      |
| Laurent Baffie                 | Tok-tok, avagy hogy pattog a kocka? | Bob, műszaki rajzoló | Paczolay Béla       | 2022        | Orlai Produkciós Iroda                      |
| Neil Simon                     | Mezítláb a parkban                  | Paul Bratter         | Kocsis Gergely      | 2022        | Orlai Produkciós Iroda                      |
| Göttinger Pál                  | A nulladik perc                     |                      | Göttinger Pál       | 2023        | Orlai Produkciós Iroda                      |
| Kovács Viktor - Kovács Dominik | Milf                                | Isti                 | Gergye Krisztián    | 2023        | FÜGE Produkció                              |
| Tasnádi István                 | Mikor hazudtam?                     |                      | Tasnádi István      | 2024        | Orlai Produkciós Iroda                      |
| Ruben Östlund - Tim Rice       | Lavina                              |                      | Pelsőczy Réka       | 2024        | Orlai Produkciós Iroda                      |
| Woody Allen                    | Brooklyni mese                      | Tony Spalone         | Szabó Máté          | 2024        | Orlai Produkciós Iroda                      |
| Tasnádi István                 | Lila Akác Lokál                     | Cs. Pali             | Tasnádi István      | 2024        | Orlai Produkciós Iroda                      |

## Filmes és televíziós szerepei
- A játszma (2022) ...Úszómester
- Ida regénye (2022) ...Balogh Csaba
- Gólkirályság (2023) ...Lakatos
- Tündérkert – Kísértések kora (2023) ...Dékány Miklós
- A mi kis falunk (2024) ...Lakatos

## Szinkronszerepei
| Film vagy sorozat cím : alcím       | Eredeti cím : alcím   | Karakter | Színész                           | Megjegyzés |
| ----------------------------------- | --------------------- | -------- | --------------------------------- | ---------- |
| Castlevania – Démonkastély: Noktürn | Castlevania: Nocturne | Edouard  | Sydney James Harcourt (csak hang) |            |